# Дромонім
Дромонім (від грец. δρόμος — біг, рух, шлях) — топонім, назва шляхів сполучення (зазвичай за межами населених пунктів). На відміну від вулиць, у населених пунктах — вживання цих назв не є обов'язковим, як і саме їх існування. Безліч шляхів існують, не маючи імен. Назва іноді може згадуватися в офіційних документах, що теж не є нормою, а скоріше прагненням закріплення традиції.
Наприклад: назва основного водного торгового шляху, що проходив через Київ, «Шлях із варягів у греки».